# Shurangama Sutra
Ne doit pas être confondu avec La Concentration de la marche héroïque.
Cette page contient des caractères spéciaux ou non latins. S’ils s’affichent mal (▯, ?, etc.), consultez la page d’aide Unicode.
 (août 2020).
Le Shurangama sutra (IAST : Śūraṅgama Sūtra ; chinois : Dafoding shoulengyan jing (大佛頂首楞嚴經) ou Lengyan jing (楞嚴經), ou Sûtra de la marche héroïque, est un des textes majeurs du bouddhisme Mahayana(p135). Il fut vénéré dès la dynastie Tang par toutes les écoles du bouddhisme chinois et souvent commenté au cours des siècles suivants. Sa popularité fut particulièrement grande auprès des syncrétistes (sanjiaoyiyuan 三教一源) des dynasties Song et Ming. Il devint progressivement l’objet d’un intérêt particulier pour les maîtres de l’école Chan, dont Changshui Zuxuan (Song), Hanshan Deqing 憨山德清 (Ming) et Hsuan Hua 宣化 (1918-1995), qui ont beaucoup contribué à sa diffusion et à sa compréhension.

## Nom complet
Son titre complet (en chinois) est Dafoding rulai miyin xiuzheng liaoyi zhupusa wanheng shoulengyan jing (大佛頂如來密因修證了義諸菩薩萬行首楞嚴經)(p125), c'est-à-dire approximativement : Śūraṅgama Sūtra aux dix mille pratiques de tous les bodhisattvas, signification ultime pratiquée et prouvée, cause secrète des ainsi-venus (tathāgatas), du sommet du grand Bouddha. L’ouvrage comprend dix fascicules (Taisho Tripitaka Nº 945).
Un autre soutra au nom similaire, le Shurangama samadhi sutra a été traduit par Étienne Lamotte (T. 642).

## Origine
Selon la tradition, il fut traduit en 705 au monastère Zhizhi (制止寺) de Canton par le moine indien Polamiti (peut-être Paramiti) et deux assistants, sous la protection de Fang Rong (房融), ministre de l'impératrice Wu Zetian, dégradé peu auparavant au rang de fonctionnaire local dans sa région d’origine. On attribue parfois à ce dernier la réécriture du soutra, que son excellent style classique distingue des autres traductions. Cette qualité littéraire, le manque de notoriété des traducteurs, les critiques qu'il contient à l'égard des « faux maîtres » et sa popularité auprès des syncrétistes ont fait qu'il a souvent été tenu pour un apocryphe(p133). À cause de cela, il faillit d'ailleurs être brûlé au Japon au milieu du VIIIe siècle, pays où il restera toujours confidentiel. Néanmoins, la communauté bouddhiste chinoise ainsi que de nombreux spécialistes contemporains, dont Ron Epstein de l’Université de San Francisco et Luo Xianglin (羅香林) de l’Université de Hong Kong, considèrent qu’il s’agit bel et bien de la mise en forme de matériaux sanscrits, et non d’une création chinoise.

## Légende
Selon une légende, il aurait été découvert par Nagarjuna, puis considéré comme trésor national par les royaumes indiens, si bien que son exportation était illégale. Dès la dynastie Sui, le fondateur de l’école Tiantai, Zhiyi, aurait entendu parler du Shurangama et priait tous les jours tourné vers l’Orient que le soutra parvienne en Chine. Après une première tentative infructueuse, Polamiti décida de le dissimuler à l’intérieur de son bras, emballé dans de la soie et de la cire. Parvenu à Canton, il l'extrait de sa cachette, d’où son surnom de Soutra aux taches de sang  (Xuezejing 血漬經). Après avoir dirigé la traduction du sutra, Polamiti serait retourné dans son pays répondre de son délit de contrebande et faire libérer le garde-frontière qui en avait été rendu responsable. Offert à l'impératrice Wu Zetian par Fang Rong, l’ouvrage ne fut pas diffusé immédiatement à cause d’un scandale récent à propos d’un faux sutra. Il aurait été redécouvert par le maître chan Shenxiu alors qu’il résidait au palais.
La tradition du bouddhisme millénariste chinois prétend que le Shurangama  est le dernier sutra apparu et  qu'il sera le premier détruit à l’approche de l’ère de Maîtreya, le futur Bouddha qui doit apparaître sur Terre.

## Contenu
Selon Ron Epstein, on peut reconnaitre dans ce soutra une influence tantrique et yogacara. L’un des principaux thèmes développés est l'inefficacité du dharma (enseignement) seul sans le samadhi que l'on atteint grâce à la méditation. L’importance de la moralité est également soulignée. Ces deux sujets sont abordés dès le prologue à travers les mésaventures d’Ananda, qui connait par cœur l’enseignement du Bouddha mais ne médite jamais. Victime d’un mauvais sort qui le conduit vers une prostituée, il est sauvé par un mantra récité par le Bouddha. 
Le soutra développe aussi la distinction entre la conscience discriminante et la pensée vraie  universelle (compréhension achevée du titre), présente indifféremment dans tous les dharma (au sens de phénomènes, choses). Il contient des instructions concrètes concernant la méditation, la description de 57 étapes vers l’état de bodhisattva, des précisions sur le karma et les renaissances, ainsi qu’une présentation de cinquante états démoniaques que l’ascète peut rencontrer sur son chemin spirituel. 
Selon le maître chan Hanshan Deqing (dynastie Ming), le Shurangama ne peut être compris que par le biais de la perception véridique grâce au yoga pratyaksa, en éliminant toute trace de discrimination consciente.
Le sutra a gagné une place aussi importante que les sutras du Lotus, l'Avatamsaka et le Sūtra du Diamant en Chine(p141), pays dans lequel on relève volontiers les correspondances que son contenu présente avec de nombreux autres textes du Canon chinois. Sur un plan pratique, sa section finale, qui contient la description des cinquante (dix pour chaque skandha) états de déviation démoniaque faisant obstacle au progrès spirituel, est très lue, ainsi que les explications concernant son mantra.
Le maître chan Hsuan Hua, un des promoteurs du Shurangama Sutra, soulignait également que ce texte met en garde contre les faux gourous et sert donc d’avertissement contre de tels personnages.

#### Traductions
- (en) The Śūraṅgama sūtra, (Leng Yen Ching) / Chinese rendering by Master Paramiti; Commentary (abridged) by Chan Master Han Shan (1546-1623); translated by K'uan Yu LU (en), London, Rider, 1966. (Also Buddha Dharma Education Association Inc.) [lire en ligne (page consultée le 13 février 2025)]
- (en) The Śūraṅgama Sūtra. With Excerpts from the Commentary  by the Venerable Master Hsüan Hua.  (Newly translated from the Chinese by the Śūraṅgama Sūtra Translation Committee of the Buddhist Text Translation Society), Ukiah (CA ), Buddhist Text Translation Society, 2009, lii + 492 p. (ISBN 978-0-881-39962-2, lire en ligne)

#### Études
- (en) David Rounds, « Rescuing Ananda - An overview of the Surangama Sutra », Religion East & West  n° 7, 2007, p.  81-95. (Lire en ligne - Consulté le 17 mars 2020)
- (en) Ronald Epstein, « The Shurangama Sutra (T. 945): A Reappraisal of its Authenticity » (Presented at the annual meeting of the American Oriental Society, March 16-18, 1976, Philadelphia, Pennsylvania) [lire en ligne (page consultée le 13 février 2025)]
- (en) Guy Gibbon, « Surangama sutra » [lire en ligne (page consultée le 17 mars 2020)]

- (en) Li Fuhua, « Question about the Śūraṅgama sūtra », dans Lou Yulie (en), Buddhism, Éditions Brill, 2015 (ISBN 978-90-474-2797-1, lire en ligne), p. 125-142